# Records de vol à voile
Les records de vol à voile (records du monde et records continentaux) sont officiellement homologués par la Fédération aéronautique internationale qui en tient à jour la liste complète. Chaque fédération nationale homologue les records nationaux.
Pour chaque classe de planeur (et les catégories générale ou féminine), on distingue des records de distance, de vitesse et d'altitude. Les records de durée ne sont plus reconnus depuis 1954.

## Régulation
Le 1er janvier 1963, la Commission de Vol sans Moteur de la Fédération Aéronautique Internationale (F.A.I.) décide d’apporter des modifications au Code Sportif
- Reconnaissance des records de vitesse sur circuit triangulaire de 500 km
- Suppression du record de vitesse sur circuit triangulaire de 200 km (les listes de record sont conservées durant 3 ans)
- Les parcours en ligne brisée, qui étaient autorisés dans les vols de distance des insignes d’or avec et sans diamants, ne pourront plus avoir que deux branches faisant entre elles un angle minimum de 38°

## Principaux records
Le dernier record de durée en monoplace a été établi en avril 1952 par Charles Atger avec 56 h 15 sur Air 100. La FAI a arrêté d'homologuer les records de durée en 1954, à la suite de l'accident mortel de Bertrand Dauvin en 1954.
Le record de distance en ligne droite de 1460 km entre Lübeck et Biarritz, établi en vol thermique par Hans-Werner Grosse en 1972 sur planeur Alexander Schleicher ASW 12, n'a été dépassé qu'en 2003, en vol d'onde, il est depuis 2010 de 2256,9 km.
Le record d'altitude absolue de 14 938 m établi en 1986 aux USA par Robert Harris, a été battu en 2006 par Steve Fossett et Einar Enevoldson, équipés de combinaison pressurisée, en vol d'onde au-dessus de la cordillère des Andes, en Argentine. Depuis le 2 septembre 2018, il est de 22 657 mètres par James M. Payne et Timothy Gardner dans le planeur pressurisé Perlan II (en) d'Airbus,
Le record absolu de distance (3 009 km en 2003) et  celui de vitesse sur triangle de 100 km (289,4 km/h en  2006) ont été établis par Klaus Ohlmann, également dans l'onde les Andes.

## Liste des records (classe libre)
| Catégorie                                     | Valeur      | Date       | Pilote                                   | Équipage                                 | Lieu                                       | Planeur                    |
| --------------------------------------------- | ----------- | ---------- | ---------------------------------------- | ---------------------------------------- | ------------------------------------------ | -------------------------- |
| Distance libre                                | 2 192,9 km  | 04/12/2004 | Terrence Raymond Delore Nouvelle-Zélande | Steve Fossett États-Unis                 | El Calafate Argentine                      | Schleicher ASH 25 Mi       |
| Distance Aller-retour libre                   | 2 247 km    | 02/12/2003 | Klaus Ohlmann Allemagne                  |                                          | Chapelco Argentine                         | Schempp-Hirth Nimbus 4 DM  |
| Distance libre avec 3 points de virage        | 3 009 km    | 21/01/2003 | Klaus Ohlmann Allemagne                  |                                          | Chapelco Argentine                         | Schempp-Hirth Nimbus 4 DM  |
| Triangle FAI libre                            | 1 582,8 km  | 09/01/2007 | Klaus Ohlmann Allemagne                  | Jürgen Guckenburger Allemagne            | Zapala Argentine                           | Schempp-Hirth Nimbus 4 DM  |
| Distance en ligne droite vers un but annoncé  | 2 123 km    | 23/11/2003 | Klaus Ohlmann Allemagne                  | Hervé Lefranc France                     | El Calafate Argentine - San Juan Argentine | Schempp-Hirth Nimbus 4 DM  |
| Distance annoncée avec trois points de virage | 2 405,5 km  | 01/01/2007 | Klaus Ohlmann Allemagne                  | Keisuke Eguchi Japon                     | Zapala Argentine                           | Schempp-Hirth Nimbus 4 DM  |
| Distance aller-retour                         | 2 245,6 km  | 02/12/2003 | Klaus Ohlmann Allemagne                  |                                          | Chapelco Argentine                         | Schempp-Hirth Nimbus 4 DM  |
| Distance sur un triangle                      | 1 556,3 km  | 23/11/2006 | Klaus Ohlmann Allemagne                  | Herbert Pirker Autriche                  | Zapala Argentine                           | Schempp-Hirth Nimbus 4 DM  |
| Vitesse sur un aller-retour de 500 km         | 306,8 km/h  | 22/12/2006 | Klaus Ohlmann Allemagne                  | Matias Garcia Mazzaro Argentine          | Zapala Argentine                           | Schempp-Hirth Nimbus 4 DM  |
| Vitesse sur un aller-retour de 1 000 km       | 203,1 km/h  | 21/12/2006 | Jean-Marie Clément France                | Pascal Fua France                        | San Carlos de Bariloche Argentine          | Schempp-Hirth Nimbus 4 DM  |
| Vitesse sur un aller-retour de 1 500 km       | 177,3 km/h  | 11/12/2003 | Klaus Ohlmann Allemagne                  | Regis Kuntz                              | Chapelco Argentine                         | Schempp-Hirth Nimbus 4 DM  |
| Vitesse sur un aller-retour de 2 000 km       | 152,5 km/h  | 02/12/2003 | Klaus Ohlmann Allemagne                  |                                          | Chapelco Argentine                         | Schempp-Hirth Nimbus 4 DM  |
| Vitesse sur un triangle de 100 km             | 289,4 km/h  | 18/12/2006 | Klaus Ohlmann Allemagne                  | Esteban Fechino Argentine                | Zapala Argentine                           | Schempp-Hirth Nimbus 4 DM  |
| Vitesse sur un triangle de 300 km             | 225,69 km/h | 21/11/2005 | Klaus Ohlmann Allemagne                  | Allemagne                                | Chos Malal Argentine                       | Schempp-Hirth Nimbus 4 DM  |
| Vitesse sur un triangle de 500 km             | 194,79 km/h | 23/11/2005 | Klaus Ohlmann Allemagne                  | Kathrin Woetzel Allemagne                | Chos Malal Argentine                       | Schempp-Hirth Nimbus 4 DM  |
| Vitesse sur un triangle de 750 km             | 176,5 km/h  | 21/12/2006 | Klaus Ohlmann Allemagne                  | Esteban Fechino Argentine                | Zapala Argentine                           | [Schempp-Hirth Nimbus 4 DM |
| Vitesse sur un triangle de 1 000 km           | 169,72 km/h | 05/01/1995 | Helmut H. Fischer Allemagne              |                                          | Hendrik Verwoerd Dam Afrique du Sud        | Schempp-Hirth Ventus       |
| Vitesse sur un triangle de 1 250 km           | 151,5 km/h  | 19/12/2007 | Laszlo Hegedus Hongrie                   |                                          | Bitterwasser Namibie                       | Schempp-Hirth Nimbus 4 T   |
| Vitesse sur un triangle de 1 500 km           | 119,11 km/h | 13/12/2003 | Steve Fossett États-Unis                 | Terrence Raymond Delore Nouvelle-Zélande | San Carlos de Bariloche Argentine          | Schleicher ASH 25 Mi       |
| Altitude absolue                              | 15 460 m    | 29/08/2006 | Steve Fossett États-Unis                 | Einar Enevoldson États-Unis              | El Calafate Argentine                      | Glaser-Dirks DG-500        |
| Gain d'altitude                               | 12 894 m    | 25/02/1961 | Paul F. Bikle États-Unis                 |                                          | Fox Airport, Lancaster, CA États-Unis      | Schweizer SGS 1-23 E       |

## Records de durée
À la suite de la mort de Bertrand Dauvin en 1954 après 44 heures de vol, les tentatives de record de durée ont été interdites. La FAI n'homologuant plus ce type de record, le dernier homologué est celui battu par Jacques Lebeau et Claude Fronteau du 30 décembre 1953 au premier janvier 1954, avec 56 h 11 min, lui aussi à Romanin-les-Alpilles, sur un planeur Castel-Mauboussin CM7 N° 2.
| Classe                    | Catégorie | Valeur      | Date            | Pilote                                      | Équipage       | Lieu                        | Planeur         |
| ------------------------- | --------- | ----------- | --------------- | ------------------------------------------- | -------------- | --------------------------- | --------------- |
| Sous-class D1 (monoplace) | Durée     | 56 h 15 min | 02/04/1952      | Charles Atger France                        |                | Romanin-les-Alpilles France | Arsenal Air 100 |
| Sous-class D2 (Biplace)   | Durée     | 57 h 40 min | avril 1954      | Bertrand Dauvin France                      | Couston France | Romanin-les-Alpilles France | Kranich III     |
| Féminin monoplace         | Durée     | 35 h 03 min | 17/11/1948      | Marcelle Choisnet France                    |                |                             | Air 100         |
| Féminin Biplace           | Durée     | 38 h 11 min | 11 janvier 1954 | Jacqueline Mathé Marinette Garbarino France | Mathé France   | Romanin-les-Alpilles France | CM 7            |